# Thagria philippinus
Thagria philippinus är en insektsart som beskrevs av Carl Stål 1870. Thagria philippinus ingår i släktet Thagria och familjen dvärgstritar. Inga underarter finns listade i Catalogue of Life.